# Водоросль (альбом)
«Водоросль» — дебютный альбом Инны Желанной, изданный в 1995 году. Является одним из 50-ти лучших русских альбомов по версии журнала ОМ.

## Список композиций
| №   | Название           | Автор(ы)                                                          | Длительность |
| --- | ------------------ | ----------------------------------------------------------------- | ------------ |
| 1.  | «Сестра»           | Инна Желанная                                                     | 4:37         |
| 2.  | «Только с тобой»   | Инна Желанная                                                     | 3:29         |
| 3.  | «Баллада»          | Инна Желанная                                                     | 2:42         |
| 4.  | «Дальше»           | Инна Желанная                                                     | 4:19         |
| 5.  | «Сероглазый»       | Инна Желанная                                                     | 2:48         |
| 6.  | «Колыбельная»      | музыка - С. Калачев, И. Желанная слова - А. Слизунов, И. Желанная | 2:55         |
| 7.  | «Из-под свет заря» | русская народная песня в обр. Александра Слизунова                | 4:08         |
| 8.  | «Иван»             | русская народная песня                                            | 3:50         |
| 9.  | «Вир-вир»          | русская народная песня                                            | 3:57         |
| 10. | «Мама»             | русская народная песня                                            | 5:59         |
| 11. | «До самого неба»   | Инна Желанная                                                     | 3:50         |

## Участники записи
- Инна Желанная — вокал, акустическая гитара
- Сергей Grebstel Калачёв — бас-гитара, перкуссия (7, 9)
- А. Кобзон — барабаны
- Сергей Берёзкин — гитара
- О. Ильдарова — арфа
- A. Миансаров — клавишные, компьютерные эффекты
- А. Авраменко — скрипка
- Игорь Джавад-Заде — барабаны (2), перкуссия (9)
- Николай Ксенофонтов — перкуссия (2, 4)
- И. Журавлёв — гитара (4, 7, 9)
- Сергей Старостин — духовые